# Włóczno
Włóczno (německy Achthuben) je ves v jižním Polsku, v Opolském vojvodství, v okrese Prudník, ve gmině Prudník.

## Geografie
Ves leží v Opavské pahorkatině u úpatí Zlatohorské vrchoviny. Vesnicí protéká potok Potoczyna.

## Historie
První zmínka o vsi Włóczně je z roku 1561. Byla osídlena převážně katolíky a náležela rytířskému řádu Božího hrobu jeruzalémského v Nyse.
Ve vsi byla základní a mateřská škola.
V roce 1899 Florian Hoheisel se svou manželkou založili kapličku.
V roce 1885 ve vsi žilo 366 obyvatel a v roce 1933 to bylo 243 obyvatel.
Dne 1. dubna 1939 byla ves začleněna do Szybovic a od 1. června 1948 nese polský název Włoczno.

## Galerie

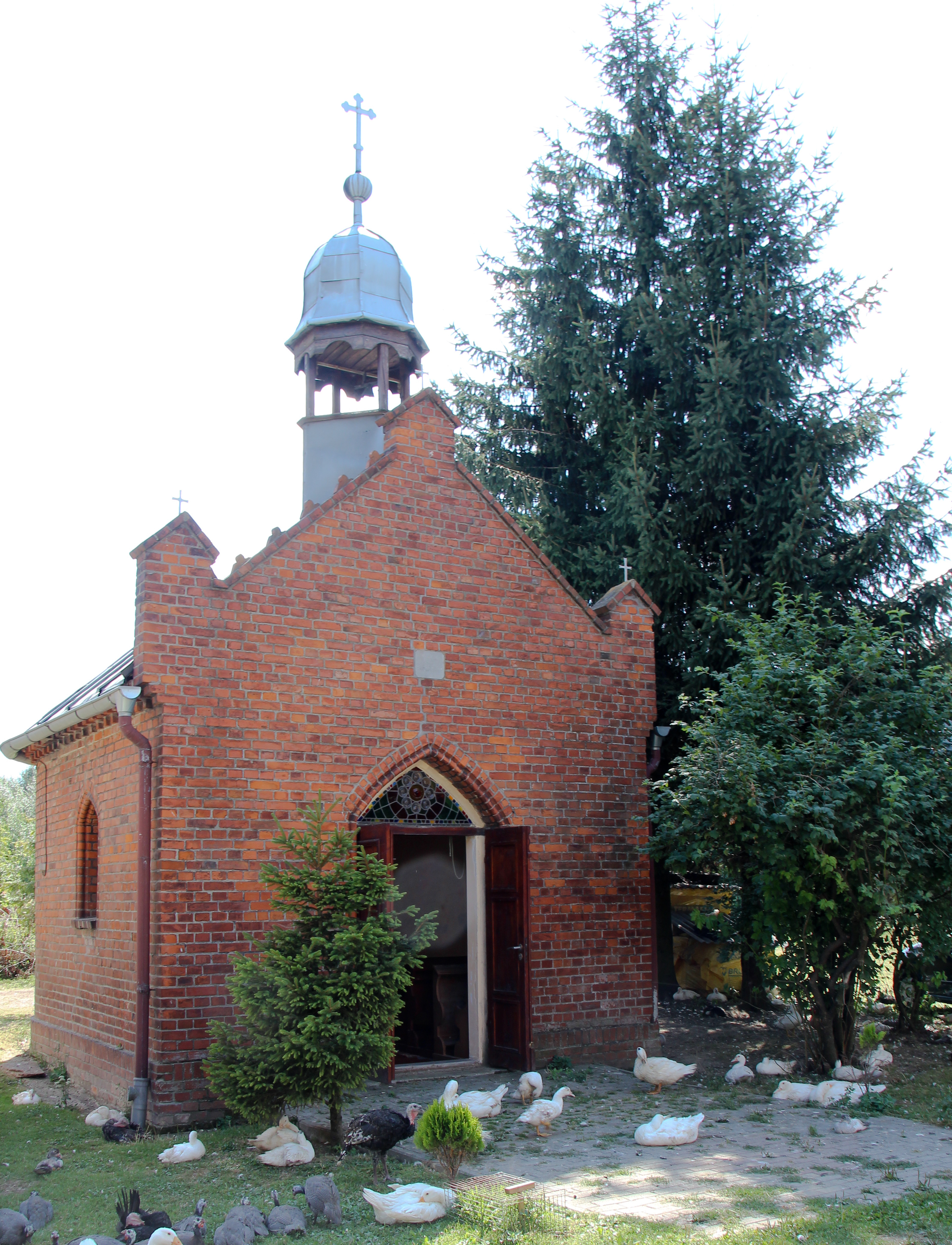
Kaple z roku 1899
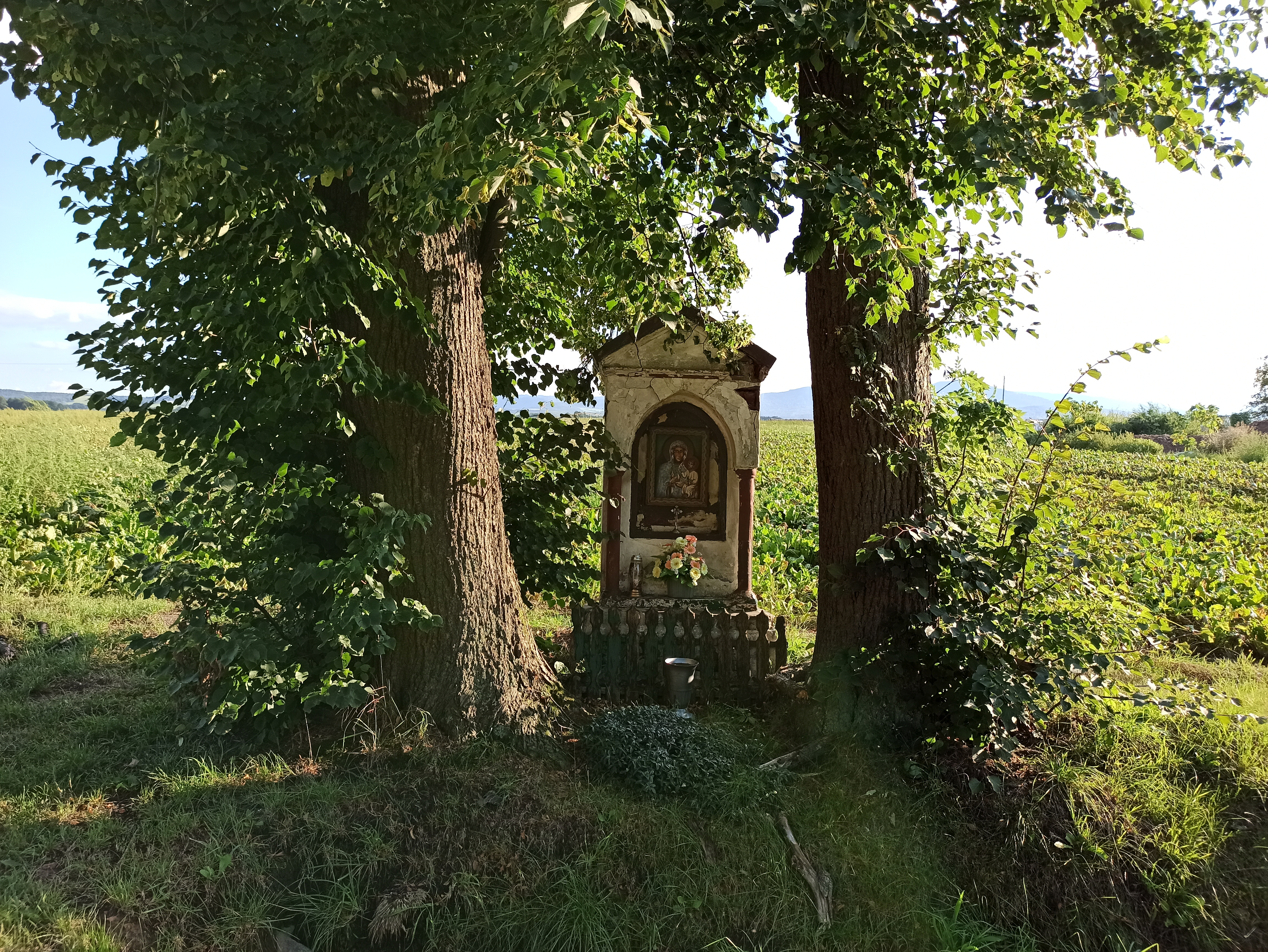
Výklenková kaplička
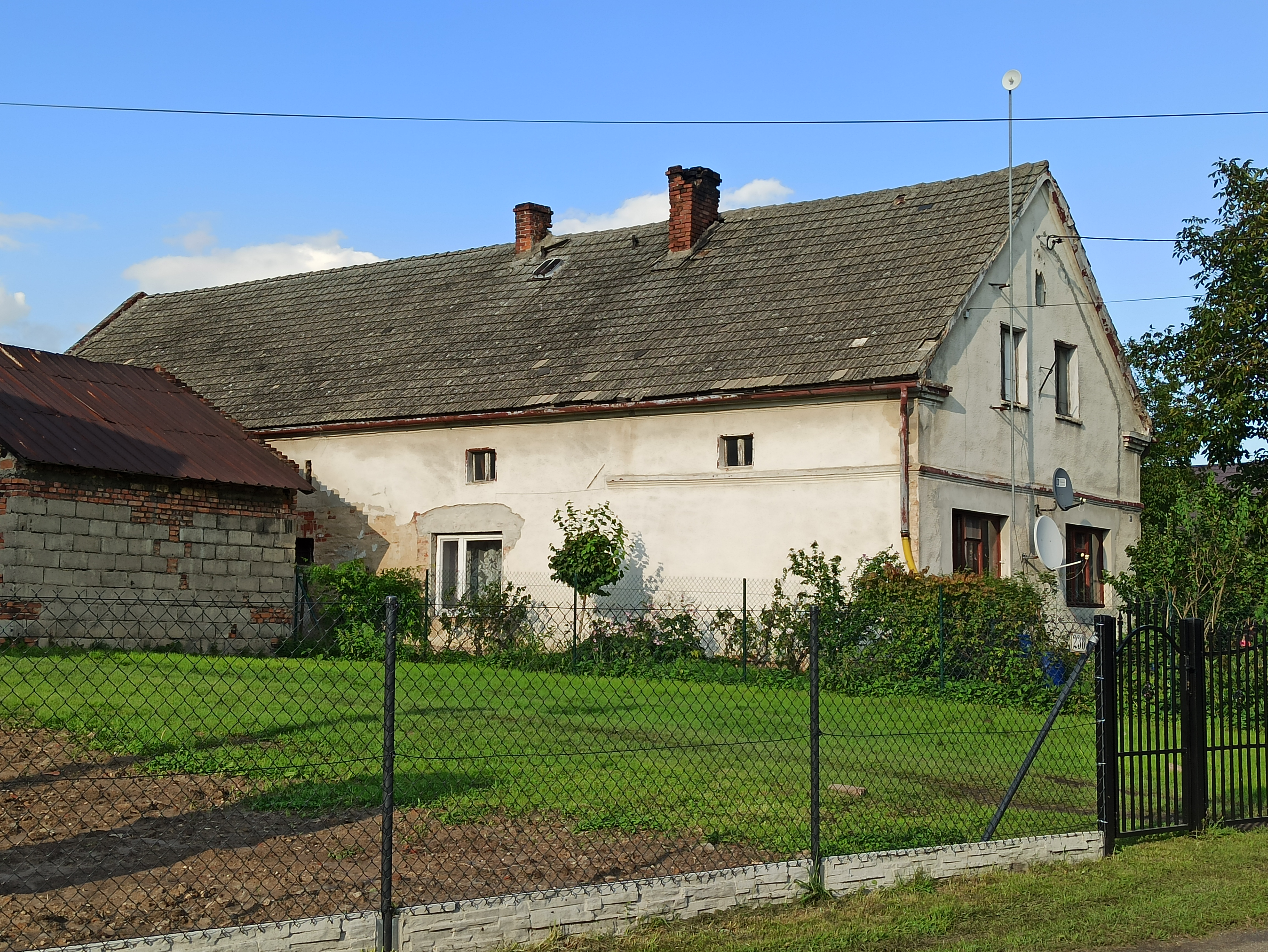
Dům